# Adam Pearson
Adam Pearson (nascido em 6 de janeiro de 1985) é um ator, apresentador e ativista britânico. Ele apareceu no filme Under the Skin de 2013. Ele tem neurofibromatose e está envolvido em programas de extensão para prevenir o bullying associado a deformidades.

## Vida pregressa
Adam Pearson nasceu em Croydon, Londres, em 6 de janeiro de 1985, junto com seu irmão gêmeo idêntico, Neil. Depois que ele bateu a cabeça aos cinco anos de idade, o impacto resultante persistiu em vez de curar. Ele foi diagnosticado com neurofibromatose tipo I, que faz com que tumores não cancerígenos cresçam no tecido nervoso. Tanto Adam quanto seu irmão Neil têm a condição, que se manifesta de forma muito diferente entre eles.

## Carreira
Pearson se formou na Universidade de Brighton com um diploma em Administração de Empresas. Ele trabalhou em vários empregos na produção de televisão para a BBC e Channel 4, incluindo os programas The Undateables e Beauty and the Beast.

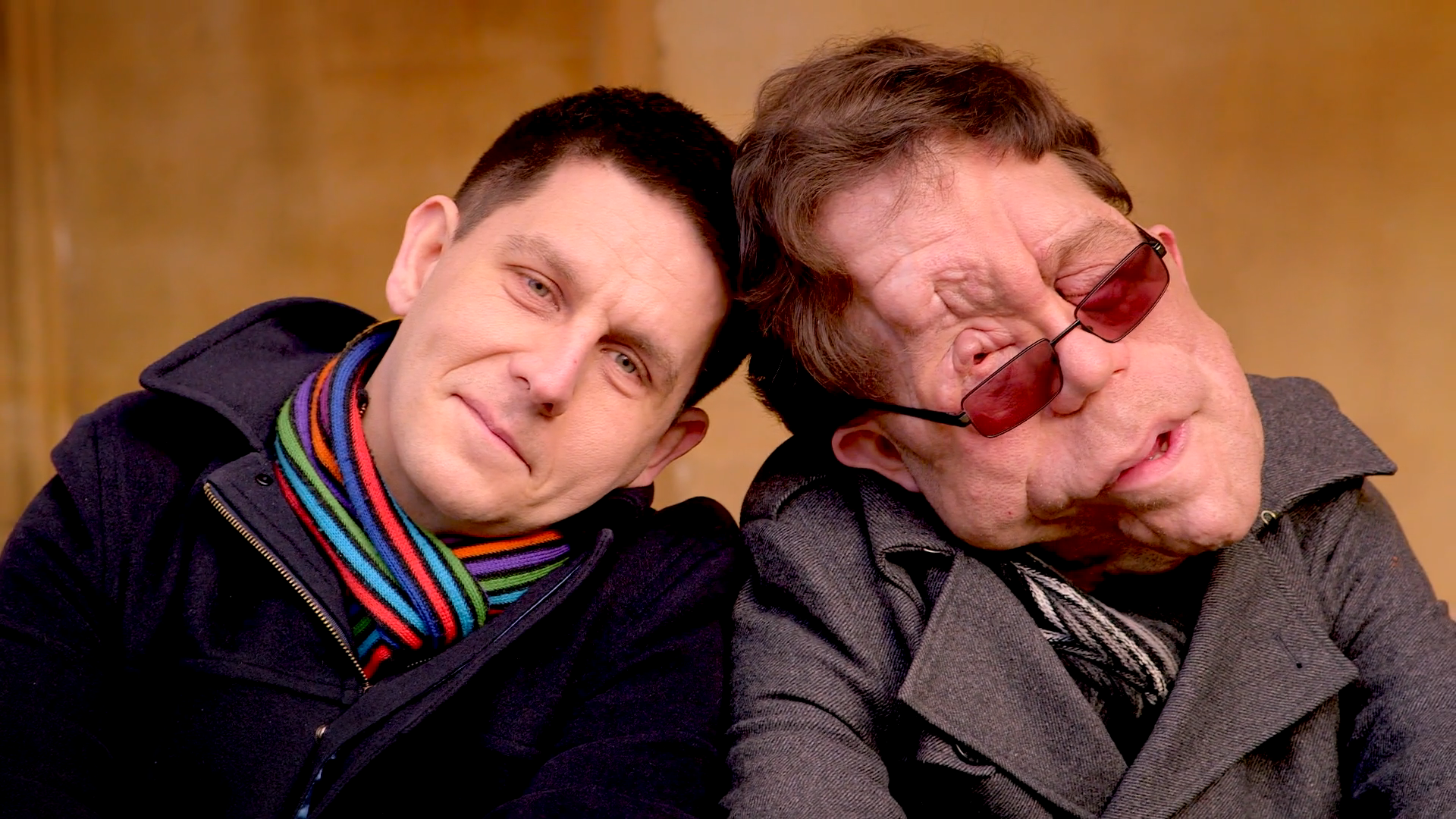
Adam Pearson (à direita) e seu irmão gêmeo Neil (à esquerda) no episódio My Amazing Twin de Horizon.

Em 2013, ele foi escalado ao lado de Scarlett Johansson no filme Under the Skin de Jonathan Glazer. Ele disse que esperava que o papel desafiasse o estigma da desfiguração. Ele trabalhou como pesquisador para a BBC e o Channel 4 antes de se tornar um apresentador de destaque na primeira temporada de Beauty and the Beast: The Ugly Face of Prejudice em 2015 no Channel 4. Pearson afirmou que enfrentou confrontos violentos por causa de sua aparência. Ele também fez parte da equipe de desenvolvimento de Beauty and the Beast e foi consultor da versão holandesa da série.
Pearson trabalhou em todas as cinco séries de The Undateables para o Channel 4 como pesquisador de elenco. Ele apresentou os documentários da BBC Three, Adam Pearson: Freak Show e The Ugly Face of Disability Hate Crime, e apareceu como repórter na série do Channel 4, Tricks of the Restaurant Trade.
Pearson foi nomeado Apresentador de Documentário do Reino Unido do Ano no Grierson Awards de 2016.
Adam Pearson é um visitante regular e apresentador convidado ocasional do The Bedtime Babble On, um programa de rádio que vai ao ar na Spark Sunderland, durante a semana a partir das 22h.
Em 2019, Pearson estrelou o filme Chained for Life.
Em agosto de 2022, Pearson apareceu no Celebrity Masterchef, tornando-se o primeiro competidor a ser eliminado.
Pearson desempenhou um papel principal em A Different Man da A24, ao lado de Sebastian Stan e Renate Reinsve. O filme estreou no Festival Sundance de Cinema de 2024 em 21 de janeiro de 2024. Também foi exibido em Competição no 74º Festival Internacional de Cinema de Berlim em 16 de fevereiro de 2024.

## Vida pessoal
Pearson mora em Addiscombe. Ele é cristão e em setembro de 2020 falou com Sally Philips sobre reconciliar sua fé com sua deficiência, em um episódio do Sunday Morning Live, comentando "uma vida sem dificuldades é uma vida sem fé; como você pode praticar sua fé se não estiver caminhando pelo fogo?"

## Filmografia
| Ano       | Título                                 | Personagem        | Notas                                                                              |
| --------- | -------------------------------------- | ----------------- | ---------------------------------------------------------------------------------- |
| 2013      | Under the Skin                         | O Homem Deformado |                                                                                    |
| 2015      | Oddity                                 | Andrew Galveston  | Curta-metragem. Vencedor do prêmio de Melhor Filme 2015 na Cheltenham Film Society |
| 2015      | Rodentia                               | Hermes            | Curta-metragem                                                                     |
| 2015      | The Ugly Face of Disability Hate Crime | Ele mesmo         | Programa da BBC Three                                                              |
| 2015–2018 | Tricks of the Restaurant Trade         | Ele mesmo         | Série do Channel 4                                                                 |
| 2016      | Adam Pearson: Freak Show               | Ele mesmo         | Programa da BBC Three                                                              |
| 2016      | Horizon                                | Ele mesmo         | Episódio de TV "My Amazing Twin" transmitido pela BBC 2, 26 de agosto de 2016      |
| 2017      | DRIB                                   | Ele mesmo         |                                                                                    |
| 2019      | Chained for Life                       | Rosenthal         |                                                                                    |
| 2019      | Eugenics: Science's Greatest Scandal   | Ele mesmo         | Série de televisão da BBC Four                                                     |
| 2024      | A Different Man                        | Oswald            |                                                                                    |